# یورن تر مورس
یورن تر مورس (هلندی: Jorien ter Mors؛ زادهٔ ۲۱ دسامبر ۱۹۸۹) اسکیت‌باز سرعت اهل هلند است.
از افتخارات وی میتوان به کسب ۳ مدال طلا در بازی‌های المپیک زمستانی ۲۰۱۴ اشاره کرد.